# Lista de episódios de Major Crimes
Major Crimes é uma série de televisão estadunidense que lançada em 13 de agosto de 2012.

## Elenco
| Ator/Atriz            | Personagem           | Cargo                                            | Divisão                               |
| --------------------- | -------------------- | ------------------------------------------------ | ------------------------------------- |
| Mary McDonnell        | Sharon Raydor        | Comandante                                       | Crimes Graves                         |
| G. W. Bailey          | Louie Provenza       | Detetive-Tenente                                 | Crimes Graves                         |
| Tony Denison          | Andy Flynn           | Detetive-Tenente                                 | Crimes Graves                         |
| Michael Paul Chan     | Michael Tao          | Detetive-Tenente                                 | Crimes Graves                         |
| Raymond Cruz          | Julio Sanchez        | Detetive                                         | Crimes Graves                         |
| Kearran Giovanni      | Amy Sykes            | Detetive                                         | Crimes Graves                         |
| Phillip P. Keene      | Buzz Watson          | Técnico civil em vigilãncia                      | Crimes Graves                         |
| Graham Patrick Martin | Rusty Beck           | Testemunha Chave de um caso                      | Tutelado pela capitã Raydor           |
| Robert Gossett        | Russell Taylor       | Chefe de Operações                               | Policia de Los Angeles                |
| Jonathan del Arco     | Dr. Morales          | Legista                                          | Instituto Médico-Legal de Los Angeles |
| Jon Tenney            | Fritz Howard         | Agente Especial FBI Chefe de Operaçoes Especiais | FBI Policia de Los Angeles            |
| Nadine Velazquez      | Emma Rios            | Procuradora Geral                                | Cidade de Los Angeles                 |
| Tom Berenger          | Jack Raydor          | Marido da capitã Sharon                          | -                                     |
| Bill Brochtrup        | Dr. Joe Bowman       | Terapeuta de Rusty                               |                                       |
| Malcolm-Jamal Warner  | Chuck Cooper         | Tenente                                          | Polícia de Los Angeles                |
| Ransford Doherty      | Kendall              | Legista investigador                             | Instituto Médico-Legal de Los Angeles |
| Kathe Mazur           | Andrea Hobbs         | Procuradora Geral Distrital                      | Cidade de Los Angeles                 |
| Andy Daly             | Richard "Dick" Tracy | Detetive                                         | Polícia de Los Angeles                |
| Azita Ghanizada       | Angela Soames        | Funcionária de uma empresa de Criogenia          |                                       |

| Personagem | Personagem | Personagem | Personagem |
| ---------- | ---------- | ---------- | ---------- |
|            | Principal  |            | Recorrente |

| Personagem           | Temporadas | Temporadas | Temporadas | Temporadas |
| Personagem           | 1          | 2          | 3          | 4          |
| -------------------- | ---------- | ---------- | ---------- | ---------- |
| Sharon Raydor        |            |            |            |            |
| Louie Provenza       |            |            |            |            |
| Andy Flynn           |            |            |            |            |
| Michael Tao          |            |            |            |            |
| Julio Sanchez        |            |            |            |            |
| Amy Sykes            |            |            |            |            |
| Buzz Watson          |            |            |            |            |
| Rusty Beck           |            |            |            |            |
| Russell Taylor       |            |            |            |            |
| Dr. Morales          |            |            |            |            |
| Fritz Howard FBI     |            |            |            |            |
| Emma Rios            |            |            |            |            |
| Jack Raydor          |            |            |            |            |
| Dr. Joe Bowman       |            |            |            |            |
| Fritz Howard LAPD    |            |            |            |            |
| Chuck Cooper         |            |            |            |            |
| Kendall              |            |            |            |            |
| Andrea Hobbs         |            |            |            |            |
| Richard "Dick" Tracy |            |            |            |            |
| Angela Soames        |            |            |            |            |

## Resumo das Temporadas
| Temporada | Temporada | Episodios | Início Temporada                           | Término Temporada                          | Exibição nos EUA | Audiência EUA (milhões) |
| --------- | --------- | --------- | ------------------------------------------ | ------------------------------------------ | ---------------- | ----------------------- |
|           | 1         | 10        | 13 de agosto de 2012                       | 15 de outubro de 2012                      | 2012             | 5.18                    |
|           | 2         | 19        | 10 de junho de 2013 25 de novembro de 2013 | 19 de agosto de 2013 13 de janeiro de 2014 | 2013 - 2014      | 4.45                    |
|           | 3         | 19        | 9 de junho de 2014 24 de novembro de 2014  | 11 de agosto de 2014 19 de janeiro de 2015 | 2014 - 2015      | N/A                     |
|           | 4         | 15        | 8 de junho de 2015                         | 2016                                       | 2015 - 2016      | N/A                     |

## Temporadas Completas

### 1ª Temporada
| Sequência | Episódio | Titulo                      | Director         | Escritor                     | Exibido em             | Audiência nos EUA (milhões) |
| --------- | -------- | --------------------------- | ---------------- | ---------------------------- | ---------------------- | --------------------------- |
| 1         | 1        | "Reloaded"                  | Michael M. Robin | James Duff                   | 13 de agosto de 2012   | 7.18                        |
| 2         | 2        | "Before and After"          | Steve Robin      | Steven Kane                  | 20 de agosto de 2012   | 5.40                        |
| 3         | 3        | "Medical Causes"            | Paul McCrane     | Michael Alaimo               | 27 de agosto de 2012   | 5.74                        |
| 4         | 4        | "The Ecstasy and the Agony" | Arvin Brown      | Adam Belanoff                | 3 de setembro de 2012  | 5.87                        |
| 5         | 5        | "Citizen's Arrest"          | David McWhirter  | Duppy Demetrius              | 10 de setembro de 2012 | 4.96                        |
| 6         | 6        | "Out of Bounds"             | Rick Wallace     | Ralph Gifford & Carson Moore | 17 de setembro de 2012 | 4.67                        |
| 7         | 7        | "The Shame Game"            | Leo Geter        | Leo Geter                    | 24 de setembro de 2012 | 4.30                        |
| 8         | 8        | "Dismissed with Prejudice"  | Jon Tenney       | Jim Leonard                  | 1 de outubro de 2012   | 4.17                        |
| 9         | 9        | "Cheaters Never Prosper"    | Stacey K. Black  | Mike Berchem                 | 8 de outubro de 2012   | 4.33                        |
| 10        | 10       | "Long Shot"                 | Sheelin Choksey  | Michael Alaimo               | 15 de outubro de 2012  | 5.13                        |

### 2ª Temporada
| Seq. | Ep. | Titulo                       | Director          | Escritor                                 | Exibido em             | Audiência nos EUA (milhões) |
| ---- | --- | ---------------------------- | ----------------- | ---------------------------------------- | ---------------------- | --------------------------- |
| 11   | 1   | "Final Cut"                  | Roxann Dawson     | Leo Geter                                | 10 de junho de 2013    | 5.02                        |
| 12   | 2   | "False Pretenses"            | Arvin Brown       | Michael Alaimo                           | 17 de junho de 2013    | 3.90                        |
| 13   | 3   | "Under the Influence"        | David McWhirter   | Duppy Demetrius                          | 24 de junho de 2013    | 4.55                        |
| 14   | 4   | "I, Witness"                 | Steve Robin       | Adam Belanoff                            | 1 de julho de 2013     | 4.73                        |
| 15   | 5   | "D.O.A."                     | Paul McCrane      | Ralph Gifford & Carson Moore             | 8 de julho de 2013     | 4.62                        |
| 16   | 6   | "Boys Will Be Boys"          | Anthony Hemingway | Jim Leonard                              | 15 de julho de 2013    | 5.05                        |
| 17   | 7   | "Rules of Engagement"        | David McWhirter   | Mike Berchem & James Duff                | 22 de julho de 2013    | 5.38                        |
| 18   | 8   | "The Deep End"               | Rick Wallace      | Michael Alaimo                           | 29 de julho de 2013    | 4.99                        |
| 19   | 9   | "There's No Place Like Home" | Leo Geter         | Duppy Demetrius                          | 5 de agosto de 2013    | 5.12                        |
| 20   | 10  | "Backfire"                   | Sheelin Choksey   | Adam Belanoff                            | 12 de agosto de 2013   | 5.31                        |
| 21   | 11  | "Poster Boy"                 | Michael M. Robin  | Leo Geter                                | 19 de agosto de 2013   | 5.29                        |
| 22   | 12  | "Pick Your Poision"          | Steve Robin       | Jim Leonard                              | 25 de novembro de 2013 | 3.65                        |
| 23   | 13  | "Jailbait"                   | Michael M. Robin  | Ralph Gifford & Carson Moore             | 2 de dezembro de 2013  | 4.21                        |
| 24   | 14  | "All In"                     | Anthony Hemingway | Mike Berchem, James Duff                 | 9 de dezembro de 2013  | 3.72                        |
| 25   | 15  | "Curve Ball"                 | Jon Tenney        | Michael Alaimo                           | 16 de dezembro de 2013 | 4.36                        |
| 26   | 16  | "Risk Assessment"            | Stacey K. Black   | Duppy Demetriu                           | 23 de dezembro de 2013 | 4.47                        |
| 27   | 17  | "Year-End Blowout"           | David McWhirter   | Leo Geter & Ralph Gifford & Carson Moore | 30 de dezembro de 2013 | 5.21                        |
| 28   | 18  | "Retur to Sender (Part 1)"   | Rick Wallace      | Michael Alaimo                           | 6 de janeiro de 2014   | 4.95                        |
| 29   | 19  | "Retur to Sender (Part 2)"   | James Duff        | Adam Belanoff                            | 13 de janeiro de 2014  | 5.43                        |

### 3ª Temporada
Em 15 de agosto de 2013,a TNT Renovou Major Crimes para sua terceira temporada.
| Sequência | Episódio | Titulo                    | Director          | Escritor                                                         | Exibido em             | Audiência nos EUA (milhões) |
| --------- | -------- | ------------------------- | ----------------- | ---------------------------------------------------------------- | ---------------------- | --------------------------- |
| 30        | 1        | "Flight Risk"             | David McWhirter   | Michael Alaimo                                                   | 9 de junho de 2014     | 5.16                        |
| 31        | 2        | "Personal Day"            | Rick Wallace      | Duppy Demetrius                                                  | 16 de junho de 2014    | 4.64                        |
| 32        | 3        | "Frozen Assets"           | Paul McCrane      | Adam Belanoff                                                    | 23 de junho de 2014    | 4.91                        |
| 33        | 4        | "Letting It Go"           | Steve Robin       | Jim Leonard & Damani Johnson                                     | 30 de junho de 2014    | 5.06                        |
| 34        | 5        | "Do Not Disturb"          | Sheelin Choksey   | Ralph Gifford & Carson Moore                                     | 7 de julho de 2014     | 4.86                        |
| 35        | 6        | "Jane Doe #38"            | Steve Robin       | Michael Alaimo & Kendall Sherwood                                | 14 de julho de 2014    | 5.25                        |
| 36        | 7        | "Two Options"             | Michael M. Robin  | James Duff & Mike Berchem                                        | 21 de julho de 2014    | 5.56                        |
| 37        | 8        | "Cutting Loose"           | Roxann Dawson     | Duppy Demetrius                                                  | 28 de julho de 2014    | 5.85                        |
| 38        | 9        | "Sweet Revenge"           | David McWhirter   | Adam Belanoff                                                    | 4 de agosto de 2014    | 5.24                        |
| 39        | 10       | "Zoo Story"               | Michael M. Robin  | Leo Geter & Jim Leonard                                          | 11 de agosto de 2014   | 5.73                        |
| 40        | 11       | "Down the Drain"          | Steve Robin       | Duppy Demetrius                                                  | 24 de novembro de 2014 | 2.94                        |
| 41        | 12       | "Party Foul"              | Rick Wallace      | Michael Alaimo                                                   | 1 de dezembro de 2014  | 4.02                        |
| 42        | 13       | "Acting Out"              | Sheelin Choksey   | Adam Belanoff                                                    | 8 de dezembro de 2014  | 3.58                        |
| 43        | 14       | "Trial by Fire"           | Stacy K. Black    | Ralph Gifford & Carson Moore                                     | 15 de dezembro de 2014 | 3.53                        |
| 44        | 15       | "Chain Reaction"          | David McWhirter   | Kendall Sherwood                                                 | 22 de dezembro de 2014 | 3.82                        |
| 45        | 16       | "Leap of Faith"           | Jon Tenney        | Damani Johnson                                                   | 29 de dezembro de 2014 | 4.43                        |
| 46        | 17       | "Internal Affairs"        | Anthony Hemingway | Michael Alaimo                                                   | 5 de janeiro de 2015   | 4.31                        |
| 47        | 18       | "Special Master Part One" | Steve Robin       | Story by: Mike Berchem Teleplay by: Ralph Gifford & Carson Moore | 12 de janeiro de 2015  | ASA                         |
| 48        | 19       | "Special Master Part Two" | Leo Geter         | Story by: Mike Berchem Teleplay by: Leo Geter & Jim Leonard      | 12 de janeiro de 2015  | ASA                         |

### 4ª Temporada
Em 18 de julho 2014, Major Crimes foi renovada para uma quarta temporada que irá conter 15 episódios.
| Sequência | Episódio | Titulo             | Director        | Escritor        | Exibido em         | Audiência nos EUA (milhões) |
| --------- | -------- | ------------------ | --------------- | --------------- | ------------------ | --------------------------- |
| 49        | 1        | "A Rose Is a Rose" | David McWhirter | Duppy Demetrius | 8 de junho de 2015 | ASA                         |
| 50        | 2        | N/A                | N/A             | 2015            | ASA                |                             |
| 51        | 3        | N/A                | N/A             | 2015            | ASA                |                             |
| 52        | 4        | N/A                | N/A             | 2015            | ASA                |                             |
| 53        | 5        | N/A                | N/A             | 2015            | ASA                |                             |
| 54        | 6        | N/A                | N/A             | 2015            | ASA                |                             |
| 55        | 7        | N/A                | N/A             | 2015            | ASA                |                             |
| 56        | 8        | N/A                | N/A             | 2015            | ASA                |                             |
| 57        | 9        | N/A                | N/A             | 2015            | ASA                |                             |
| 58        | 10       | N/A                | N/A             | 2015            | ASA                |                             |
| 59        | 11       | N/A                | N/A             | 2015            | ASA                |                             |
| 60        | 12       | N/A                | N/A             | 2015            | ASA                |                             |
| 61        | 13       | N/A                | N/A             | 2015            | ASA                |                             |
| 62        | 14       | N/A                | N/A             | 2015            | ASA                |                             |
| 63        | 15       | N/A                | N/A             | 2015            | ASA                |                             |

## Lançamento em DVD
| Temporada | Região 1            | Região 2               | Região 4              |
| --------- | ------------------- | ---------------------- | --------------------- |
| 1         | 4 de junho de 2013  | 25 de novembro de 2013 | 16 de outubro de 2013 |
| 2         | 10 de junho de 2014 | N/A                    | 25 de junho de 2014   |
| 3         | N/A                 | N/A                    | N/A                   |